# مطففین
مطففین نام سوره‌ای مکی است و دارای ۳۶ آیه‌است.

## محتوای سوره
بحث‌های این سوره بر پنج محور دور می‌زند:
1. هشدار و تهدید شدیدی نسبت به کم فروشان.
2. اشاره به این مطلب که گناهان از عدم ایمان راسخ به رستاخیز سرچشمه می‌گیرد.
3. بخشی از سرنوشت «فجار» در آن روز بزرگ.
4. قسمتی از مواهب عظیم و نعمت‌های روح پرور نیکوکاران در بهشت.
5. اشاره‌ای به استهزای جاهلانه کافران نسبت به مؤمنان و معکوس شدن این کار در قیامت.

## فضیلت تلاوت سوره
در حـدیـثی از محمد می‌خوانیم: «هرکس سوره مطففین را بخواند خدا او را از شراب طهور زلال و خالص که دست احدی به آن نرسیده در آن روز سیراب می‌کند».
و در حـدیـثـی از جعفر صادق آمده‌است : «هرکس در نمازهای فریضه خود سوره مطففین را بـخواند خداوند امنیت از عذاب دوزخ را در قیامت به او عطا می‌کند، نه آتش دوزخ او را می‌بیند و نه او آتش دوزخ را».
پـیـداست این همه ثواب و فضیلت و برکت برای کسی است که خواندن آن را مقدمه‌ای برای عمل قرار دهد.

## منبع
- برگزیده تفسیر نمونه - جلد ۵ - آیت‌الله ناصر مکارم شیرازی